# 尹伸
尹伸（1572年—1644年），字子求，號惺麓、星麓，四川承宣布政使司敘州府宜賓縣（四川省宜賓市）人，明朝政治人物。諡忠節。

## 生平
萬曆二十六年（1598年）戊戌科進士，户部觀政，授承天府推官。三十二年升南京兵部主事，三十五年升职方司员外郎，三十七年升本司郎中，本年升西安知府，四十年致仕。四十三年起補陝西副使，四十四年提督學政，四十六年（1618年）升湖廣布政使司右參政、蘇松兵備，四十八年养病。天啟二年（1622年），起任湖廣布政使司右參政、備兵蘇松，改荊西兵備道。調任貴州參政，分守貴州威清道。當時貴陽解圍，巡撫王三善將深入，尹伸跟隨，監軍西征。但是部隊失敗，尹伸突圍退回，結果因此事被奪官職，戴罪立功。崇禎四年，率參將范邦雄攻破成功，逐北至三岔河。總督蔡復一呈上功績，被免罪過。六年升湖广按察使，本年升雲南右布政使。
崇禎年間，任雲南右布政使。崇禎四年，擔任湖廣左布政使。崇禎五年（1632年），改任河南左布政使，分守怀庆道，但抵禦民變不力罷歸。張獻忠攻陷敍州時，尹伸藏匿于山中，被搜出來，不肯投降。張獻忠重其名望，不殺。但至井研，尹伸罵聲更大，遂被處決。福王仍起用他擔任太常卿，但尹伸當時已先死。

## 家族
曾祖尹凤鸣，祖父尹益，父尹從義，生员。有子尹長庚。

## 延伸阅读
[在维基数据编辑]
 《明史卷二百九十五》，出自《明史》